# ウインド・リバー
『ウインド・リバー』（Wind River）は、2017年にアメリカ合衆国で公開されたスリラー映画である。監督・脚本はテイラー・シェリダン、主演はジェレミー・レナーとエリザベス・オルセンが務めた。なお、本作はシェリダンの監督デビュー作でもある。
本作は2017年5月に開催された第70回カンヌ国際映画祭の「ある視点」部門に出品され、シェリダンが監督賞を受賞した。
シェリダンは、MMIW(先住民女性や少女の失踪・殺人事件を認知させるための運動)を背景に、ウインド・リバーにおける問題への意識を高めるためにこの映画を作ったと語った。

## あらすじ
ハンターのコリーは雪原で少女ナタリーの死体を発見する。地元警察のベンはFBIに捜査を依頼するが、来たのは新人捜査官のジェーンだけだった。ジェーンは過酷な環境に難渋し、コリーに捜査協力を頼む。
検視では暴行と裸足で長距離を歩いた痕跡から他殺が疑われたが、直接の死因が冷気の為、FBIから追加の応援はない。ナタリーの父マーティンからは手掛かりがなかったが、ナタリーの兄チップから恋人マットの情報を得る。しかし、マットの遺体も森で見つかる。コリーは、ジェーンに娘エミリーが3年前に死亡した未解決事件を語る。

## キャスト
※括弧内は日本語吹替
- コリー・ランバート - ジェレミー・レナー（阪口周平）。FWS(合衆国魚類野生生物局)のハンター。ダンに頼まれてピューマを探す道中でナタリーの遺体を見つける。3年前はガイドをしており、娘エミリーを亡くす。
- ジェーン・バナー - エリザベス・オルセン（行成とあ）。FBI特別捜査官、ウインドリバーに最も近くにいた為、派遣されるが若い女性であることからベン達に軽んじられる。FBIの応援がない中、捜査を続けることで彼らの信頼を得る。
- ベン・ショーヨ - グラハム・グリーン（楠見尚己）BIA(インディアン部族警察)の署長。FBIを捜査の応援に呼ぶ。
- ナタリー・ハンソン - ケルシー・アスビル（石井未紗）。アラパホ族の少女。凍死体で発見される。エミリーの親友で3年前の事件ではエミリーの失踪をコリーに伝えた。
- マーティン・ハンソン - ギル・バーミンガム（木村雅史）。ナタリーの父親。18歳になったことから娘を信頼し放任していた。友人であるコリーに犯人の狩りを頼む[注釈 1]。
- ウィルマ・ランバート - ジュリア・ジョーンズ（英語版）。コリーの妻でアラパホ族の女性。3年前の娘を失った事件で当時、住んでいたパインデールを離れてランダーに移り住み、その前後にコリーと離婚する。求職のために家を空ける間、コリーに息子を預ける。
- チップ・ハンソン - マーティン・センスマイヤー（英語版）ナタリーの兄。麻薬売人として身を持ち崩し、父マーティンとも1年近く話していなかった。
- アニー・ハンソン - アルテア・サム。ナタリーの母親。ナタリーの死に放心し、自傷行為に陥る。
- ケイシー・ランバート - テオ・ブリオネス。コリーとウィルマの8歳の息子。5歳の時に姉を亡くし、心に傷を負う。両親は離婚し母親に育てられているが、父親との仲は良好である。
- ダン・クロウハート - エイペザナクウェイト（英語版）。ウィルマの父親でアラパホ族。離婚した娘の元夫であるコリーとの関係は良好であり、家畜を殺したピューマの駆除を頼む。
- アリス・クロウハート - タントゥー・カーディナル（英語版）。ウィルマの母親でアラパホ族。
- マット・レイバーン - ジョン・バーンサル（木村雅史）。ナタリーの恋人で掘削所の警備員、元米海軍軍人。
- ピート・ミッケンズ - ジェームズ・ジョーダン（英語版）。掘削所の警備員でマットと同じトレーラーハウスに住む。
- カーティス - ヒュー・ディロン（英語版）。掘削所の警備責任者。
- ディロン - マシュー・デル・ネグロ（英語版）。掘削所の警備員。
- カール - オースティン・グラント
- エヴァン - イアン・ボーエン（英語版）。郡保安官事務所の法執行官。
- ランディ・ホワイトハースト博士 - エリック・ラング（英語版）。死亡の状況が他殺を示していることを理解するが、医学的状況から報告書に他殺と記載することを拒む。
- フランク・ウォーカー - タイラー・ララッカ。チップの仲間。
- サム・リトルフェザー - ジェラルド・トカラ・クリフォード。麻薬の売人でチップの仲間。訪ねて来たジェーンとベンに催涙スプレーをかけ、散弾銃で銃撃する。
- エミリー・ランバート - コリーとウィルマの娘、ケイシーの姉。3年前の16歳で両親不在時に自宅でパーティーを開くが不良も集まってしまい、何らかの事件で失踪する。遺体は自宅から30km近く離れた場所で見つかるが未解決のままである。

## 製作
2015年5月、クリス・パインとエリザベス・オルセンがテイラー・シェリダンの監督デビュー作に出演することになったと報じられた。2016年1月、降板したパインの代役として、ジェレミー・レナーが起用されることとなった。5月31日、本作の主要撮影がユタ州パークシティで始まった。

## 公開
2016年5月13日、第69回カンヌ国際映画祭の会場で、ワインスタイン・カンパニーが本作の配給権を獲得した。2017年1月、ワインスタイン・カンパニーが本作の配給権を手放したとの報道があった。しかし、サンダンス映画祭の開催中に、ワインスタイン・カンパニーは再び本作の配給権を購入した。
2017年10月、本作の製作総指揮を務めたハーヴェイ・ワインスタインが長きにわたってセクハラを行っていたという報道が出た。それを受けて、本作のDVD版及びネット配信版のクレジットからワインスタインの名前が消されることになった。これは賞レースで不利にならないための措置でもあると報じられている。

## 評価
本作は批評家から高く評価されている。映画批評集積サイトのRotten Tomatoesには92件のレビューがあり、批評家支持率は87%、平均点は10点満点で7.3点となっている。サイト側による批評家の要約は「『ウインド・リバー』は観客をキャラクターが織りなすミステリーへと誘い込んでいる。脚本は知的で、俳優の演技も見事なものである。工夫を凝らした舞台設定はタイトル通りの恐ろしさを生み出している。」となっている。また、Metacriticには40件のレビューがあり、加重平均値は73点となっている。
『バラエティ』のオーウェン・グレイバーマンは「ヒューマニズムのある犯罪ドラマだが、興奮よりも狡知を感じる」と述べている。『The Verge』は「『ボーダーライン』と『最後の追跡』から続くフロンティア三部作の終幕であり、スリリングで暴力的な作品だ」と評している。『インディワイアー』のデヴィッド・エーリッヒは本作にB評価を下し、「もし『ウインド・リバー』が他の作品と同様に、シェリダンの弱点を抱えているのだとしても、同作はシェリダンの強みを最大限活かした作品である。観客が衝撃を受けるような作品ではないが、苦みがあり、人間の本能を向き出しにした作品である。」と述べている。